# Annelise Heurtier
Pour les personnes de même nom de famille, voir Heurtier.
Œuvres principales
- Le carnet rouge (2011)
- On n'a rien vu venir (2012)
- Sweet Sixteen (2013)
- Là où naissent les nuages (2014)

Annelise Heurtier, née le 13 avril 1979 à Villefranche-sur-Saône, est une écrivaine française, autrice d'ouvrages pour la jeunesse et les adultes.

## Biographie

### Enfance, formation et début de carrière
Annelise Heurtier naît en avril 1979 en région lyonnaise.  
Après des études en classe préparatoire puis en école de commerce, elle commence à travailler dès 2002 dans le marketing et la communication,,,. Pendant plusieurs années, l'écriture est un hobby qu'elle pratique sur son temps libre.
En 2011, à la faveur d'un déménagement en Polynésie, elle abandonne sa carrière salariée pour se consacrer entièrement à l'écriture.

### Carrière littéraire
Annelise Heurtier écrit pour des publics variés, des premières lectures jusqu'aux romans pour adolescents et jeunes adultes, et s'inspire souvent de faits réels, : les kumaris au Népal, les Neuf de Little Rock, le handicap, l'émancipation féminine à travers la course à pied, l'isolement de certains ados à l'ère d'Internet, les migrants érythréens, les bidonvilles d'Oulan-Bator, les violences sexuelles dans le sport, les contre stéréotypes de genres, le Japon, etc.
En 2025, elle a déjà publié plus de 40 ouvrages. 
Parallèlement, elle va régulièrement à la rencontre des jeunes lecteurs,,,,.

#### Publications
En 2008, Annelise Heurtier publie son premier roman, Sidonie Quenouille,.
Son roman Sweet Sixteen, paru chez Casterman en 2013, est largement récompensé et sélectionné pour plusieurs prix littéraires jeunesse, dont celui des Incorruptibles,. Il s'inspire de l'histoire des Neuf de Little Rocks aux États-Unis, sur le mouvement américain des droits civiques. Il sera vendu à plus de 150 000 exemplaires et traduit en espagnol, portugais, anglais, coréen, italien et brésilien.
En 2015, son roman destiné au CE2/CM1, Babakunde, paru chez Casterman, est sélectionné pour le prix des Incorruptibles. Il raconte l'histoire d'un homme, le plus riche de son village, qui ne va jamais aux enterrements des autres habitants, jusqu'au jour où sa femme décède. 
En 2018 est publié La fille d'avril, consacré à la première femme à avoir parcouru le marathon de Boston.
En 2021 sort Push, un roman sur les violences sexuelles dans le sport et la libération de la parole dans le milieu de la gymnastique, inspirée du témoignage de la patineuse artistique Sarah Abitbol.
En 2022, elle publie Des sauvages et des hommes. Le roman est préfacé par Pascal Blanchard, historien spécialiste de la question coloniale. L'histoire se déroule en 1931. En marge de l’Exposition coloniale internationale organisée à Paris sont exposés au public dans un enclos du Jardin d’Acclimatation des habitants de Nouvelle Calédonie qualifiés de cannibales. 
En 2023 sort #ToutlemondedétesteLouise, un roman destiné aux collégiens qui raconte l'histoire de Louise, dont la vie bascule le jour de ses 12 ans, lorsque ses parents lui offrent son premier portable. Le roman évoque le thème du cyberharcèlement. « Annelise Heurtier est une autrice jeunesse en prise avec son temps, et une fois de plus, elle s'est inspirée d’une histoire vraie. Elle décortique de façon implacable les mécanismes de la mise en place du harcèlement scolaire, côté harceleur et côté harcelé. » écrit Cécile Ribault-Caillol pour France Info. 
En 2025, elle publie Entre leurs mains. Le roman se penche sur « l’enfer des couvents de la Madeleine en Irlande ». Elle y évoque notamment la notion de consentement à travers le récit de l'un des plus grands scandales irlandais du XXe siècle.

### Vie privée
Originaire du Beaujolais, Annelise Heurtier vit à Tahiti, à Dijon puis dans le Doubs,,. Elle a deux enfants.  

## Œuvres
- 2008 : Sidonie Quenouille, éditions du Rouergue[25]
- 2008 : L'Opération Boite à Musique, éditions Averbode
- 2008 : Un sort renversant pour Mirabelle, éditions Averbode
- 2008 : Ma grand-mère a un amoureux !, Magnard Jeunesse
- 2009 : Tu seras pirate, mon fils !, éditions Rouge Safran
- 2009 : Les étranges disparitions, Actes Sud Junior
- 2009 : Le mystère des lettres de Noël, éditions Averbode
- 2010 : Le grand concours des sorcières, éditions Rageot
- 2011 : L’ennui a disparu, éditions Fleurus
- 2011 : Le carnet rouge, éditions Casterman
- 2012 : La fille aux cheveux d’encre, éditions Casterman
- 2012 : Bertille au chocolat, Alice Jeunesse
- 2012 : Mon livre pour épater les grands, collectif, éditions Fleurus
- 2012 : On n'a rien vu venir, collectif, préfacé par Stéphane Hessel, roman à 7 voix, Alice éditions[26]
- 2012 : Olaf, le géant mélomane, Livre-CD, Benjamins Media (2012)
- 2013 : Sweet Sixteen, roman, Casterman[27],[28]
- 2013 : Charly Tempête Tomes 1 et 2, romans, Casterman
- 2014 : Babakunde, album, Casterman[29],[30]
- 2014 : Là où naissent les nuages, roman, Casterman[31]
- 2014 : Combien de terre faut-il à un homme[32], album, Thierry Magnier
- 2015 : Refuges, roman, Casterman
- 2015 : Danse, Hinatea, album, Au vent des îles
- 2016 : Le complexe du papillon, roman, Casterman
- 2017 : Envole-moi, roman, Casterman
- 2018 : La fille d'avril, roman, Casterman
- 2019 : Chère Fubuki Katana, roman, Casterman
- 2020 : Dynamythes 20 histoires mythologiques dont on parle sans le savoir, Casterman
- 2021 : PUSH, roman, Casterman
- 2022 : Des sauvages et des hommes, roman, Casterman
- 2023 : Toutlemondedétestelouise, roman, Casterman
- 2025 : Entre leurs mains, Casterman, 2025

## Prix et distinctions
- Prix Gayant Lecture[33]  2013 pour Le carnet rouge
- Coup de cœur de l'Académie Charles-Cros[34] pour Olaf, le géant mélomane
- Prix Livrentête[33] 2014 pour Sweet Sixteen
- Prix Tatoulu[33] 2015 pour Sweet Sixteen
- Sélection Prix des incorruptibles 2013/2014[35] pour Sweet Sixteen
- Sélection Prix du roman historique (Blois)[36] pour Sweet Sixten
- Prix RTS de littérature ados[33] 2015 pour Là où naissent les nuages
- Prix Farniente[33] 2016 pour Là où naissent les nuages